# بارا چار سامایا
بارا چار سامایا (به لاتین: Bara Char Samaia) یک منطقهٔ مسکونی در بنگلادش است که در ناحیه بهولا واقع شده‌است.